# Dicranoptycha venosa
Dicranoptycha venosa là một loài ruồi trong họ Limoniidae. Chúng phân bố ở miền Cổ bắc.